# Cyclocross Leuven
De Cyclocross Leuven is een wedstrijd in het veldrijden, georganiseerd in het Belgische Heverlee, een deelgemeente van de stad Leuven. De Cyclocross Leuven is een van de acht wedstrijden van de Ethias Cross.
Het parcours van de Cyclocross Leuven bevindt zich aan de Hertogstraat in Heverlee, in de buurt van de legerkazerne van Heverlee. De veldrit in Leuven is de opvolger van de cyclocross Tervuren.
De eerste editie van de Cyclocross Leuven ging door op vrijdag 30 december 2011. Sindsdien is de cross al enkele keren van plaats veranderd op de veldrit-kalender. Anno 2021 wordt deze verreden de tweede zaterdag van november, waardoor veel toppers afhaken omdat de dag nadien de wereldbeker in Tabor plaatsvindt en de afstand tussen de twee te groot is op beide wedstrijden te rijden.

## Erelijst

### Mannen elite
| Datum      | Klassement                | Cat. | Winnaar              | Tweede                 | Derde                  |
| ---------- | ------------------------- | ---- | -------------------- | ---------------------- | ---------------------- |
| 13/11/2021 | Ethias Cross              | C1   | Laurens Sweeck       | Tom Meeusen            | Felipe Orts            |
| 14/11/2020 | Ethias Cross              | C1   | Laurens Sweeck       | Toon Aerts             | Michael Vanthourenhout |
| 22/02/2020 | Rectavit Series           | C1   | Toon Aerts           | Michael Vanthourenhout | Lars van der Haar      |
| 23/02/2019 | Soudal Classics           | C2   | Toon Aerts           | Tom Meeusen            | Lars van der Haar      |
| 07/01/2018 | Soudal Classics           | C1   | Corné van Kessel     | Clément Venturini      | Michael Vanthourenhout |
| 18/02/2017 | Soudal Classics           | C1   | Mathieu van der Poel | Kevin Pauwels          | Laurens Sweeck         |
| 03/01/2016 | Soudal Classics           | C1   | Toon Aerts           | Tom Meeusen            | Vincent Baestaens      |
| 04/01/2015 | Soudal Classics           | C1   | Mathieu van der Poel | Tom Meeusen            | Kevin Pauwels          |
| 19/01/2014 | Soudal Classics           | C1   | Sven Nys             | Kevin Pauwels          | Tom Meeusen            |
| 16/12/2012 | Soudal Classics           | C1   | Niels Albert         | Kevin Pauwels          | Sven Nys               |
| 30/12/2011 | Fidea Cyclocross Classics | C1   | Sven Nys             | Rob Peeters            | Francis Mourey         |

### Vrouwen elite
| Datum      | Klassement                | Cat. | Winnaar                    | Tweede               | Derde                      |
| ---------- | ------------------------- | ---- | -------------------------- | -------------------- | -------------------------- |
| 13/11/2021 | Ethias Cross              | C1   | Anna Kay                   | Ellen Van Loy        | Laura Verdonschot          |
| 14/11/2020 | Ethias Cross              | C1   | Ceylin del Carmen Alvarado | Denise Betsema       | Lucinda Brand              |
| 22/02/2020 | Rectavit Series           | C1   | Denise Betsema             | Annemarie Worst      | Sanne Cant                 |
| 23/02/2019 | Soudal Classics           | C2   | Denise Betsema             | Loes Sels            | Annemarie Worst            |
| 07/01/2018 | Soudal Classics           | C1   | Loes Sels                  | Thalita de Jong      | Ceylin del Carmen Alvarado |
| 18/02/2017 | Soudal Classics           | C1   | Katie Compton              | Sophie de Boer       | Ellen Van Loy              |
| 03/01/2016 | Soudal Classics           | C1   | Sophie de Boer             | Sanne Cant           | Ellen Van Loy              |
| 04/01/2015 | Soudal Classics           | C1   | Sabrina Stultiens          | Ellen Van Loy        | Jolien Verschueren         |
| 19/01/2014 | Soudal Classics           | C1   | Marianne Vos               | Sanne Cant           | Nikki Harris               |
| 16/12/2012 | Soudal Classics           | C1   | Sanne Cant                 | Amy Dombroski        | Ellen Van Loy              |
| 30/12/2011 | Fidea Cyclocross Classics | C1   | Marianne Vos               | Daphny van den Brand | Sophie de Boer             |